# Leo Brouwer
Juan Leovigildo Brouwer Mesquida, född 1 mars 1939 i Havanna, bättre känd som Leo Brouwer, är en kubansk kompositör, gitarrist och dirigent. 
Brouwer är den kubanska kompositören och pianisten Ernestina Lecuona de Brouwers barnbarn. Han började spela gitarr vid 13 års ålder, lockad av ljudet av flamenco och motiverad av sin far Juan Brouwer, som var amatörläkare och gitarrist. Hans första riktiga lärare var Isaac Nicola, som var elev till Emilio Pujol, som i sin tur var en elev till Francisco Tárrega. Han gav sin första solokonsert vid 17 års ålder, även om hans kompositioner redan börjat väcka uppmärksamhet. Prelude (1956) och Fuga (1959), båda påverkade av kompositörer som Bartok och Stravinskij, är ett bevis på hans tidiga förståelse av musik utöver gitarrspelandet. Han reste till USA för att studera musik vid University of Hartford och senare på Juilliard School, där Stefan Wolpe var hans lärare i komposition. 

## Som kompositör
Brouwer är känd för sina Etudes Simples, 20 stycken där han sammanfogar musikalitet och teknisk färdighet.
Brouwer tidiga verk representerar hans kubanska bakgrund och visar påverkan av afro-kubansk musik och hans rytmiska stil. Ett bra exempel på denna period är Elogio de Danza. Även om det är för sologitarr, är dess andra rörelse en hyllning till de ryska balletterna (en tydlig koppling till Stravinskij) som också är denna koreograferade. Det följdes av verk som hans Sonograma 1 som återspeglar användningen av osäkerhet, Canticum (1968), vars första del representerar processen när en vuxen insekt kommer ut från kokongen och införlivar en relativt ovanlig tonhöjdsförändring där den sjätte strängen är sänkt La espiral eternal (1971), Un Día de Noviembre (1968), ett litet verk som komponerar med ett tydligt inflytande av romantisk musik som kännetecknade kompositörer som exempelvis Tárrega, Concerto para guitarra no. 1, Parábola (1973) och Tarantos (1974). Denna period omfattar användningen av serialism och dodekafonism som vid den tiden ansågs vara avante garde och som delvis är inspiration från kompositörer som lyssnade med förkärlek till personer som Luigi Nono och Iannis Xenakis. 
Hans senaste period är nästan helt minimalistisk, går aldrig så långt som Steve Reich, men att han har utforskat denna stil är uppenbart. Brouwer beskriver det som utvecklingen av ett modulsystem. El decamerón negro (1981) förmodligen den första i denna stil Sonata (1990), Paisaje cubano con campanas (1986) och Hika (1996) till minne av den japanska kompositören Tōru Takemitsu är den senaste. 
Förutom originalkompositioner för gitarr, är Brouwer en flitig arrangör av andra kompositörers verk som Elite Syncopations, The Entertainer av Scott Joplin, eller Fool on the Hill av The Beatles (Lennon / McCartney) bland många andra som han har arrangerat för sologitarr. 
Bland hans verk förekommer ett stort antal stycken som är skrivna för gitarr, flera konserter och mer än fyrtio musikaliska verk för film. Leo Brouwer deltar aktivt i organiseringen av tävlingen International Guitar Festival of Havanna. 
Han är också grundaren av Sound Experimentation Group vid det Kubanska filminstitutet (ICAIC). 2009 vann han National Film Award 2009 för sitt samarbete med filmkonsten på ön, och 2010 vann han Tomás Luis de Victoria-priset. Han har haft flera officiella befattningar på Kuba, inklusive som direktör för Kubanska filminstitutet. 

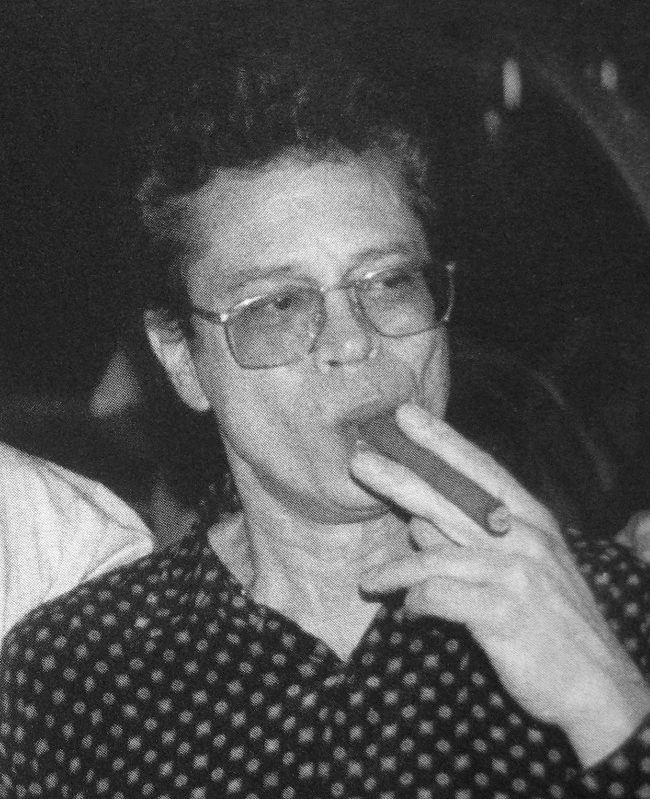
Leo Brouwer på Festival Internacional de Guitarra, i Havanna (1998).

## Gitarrkonserter
- Concerto para guitarra No.1
- Concerto No. 2 "de Lieja" (1981)
- Concerto nr 3 "Elegiaco" (1986)
- Concerto nr 4 "de Toronto" (1987)
- Concerto nr 5 "de Helsinki"
- Concerto nr 6 "de Volos"
- Concerto nr 7 "Habana"
- Concerto nr 8 "Cantata de Perugia"
- Concerto nr 9 "de Benicassim"
- Concerto nr 10 "Libro de los signos para dos guitarras y orquestra.
- Concerto nr 11 "Concerto da Requiem (i memoriam Toru Takemitsu)"

## Gitarr och ensembler
- Tres danzas concertantes
- Quinteto para guitarra y cuarteto de cuearda "
- Quinteto para flauta, oboe, Eb-clarineta, guitarra och cello "

## Solostycken för gitarr
- - Sonata
  - Sonata No. 2 "Del caminante"
  - Sonata No. 3 "Del Decameron Negro"
  - Sonata No. 4 "Del Pensador"
  - Sonata No. 5 "Ars combinatoria"
  - Preludios epigramáticos
  - Dos temas populares cubanos (canción de cuna, ojos brujos)
  - Dos aires populares cubanos (Guajira criolla, Zapateado)
  - Elogio de la danza
  - Estudios sencillos
  - Diez estudios nuevos
  - Canticum
  - Un día de noviembre
  - Danza característica
  - El decamerón negro
  - Rito de los Orishas
  - Estudios simples No. 1-20 en cuatro volúmenes
  - Fuga No. 1
  - Hika "In Memorium Toru Takemitsu"
  - La espiral eterna
  - Micropiezas (Dúo)
  - Música Incidental Campesina (Dúo)
  - Parábola
  - Paisaje cubano con rumba (Cuarteto de Guitarras)
  - Paisaje cubano con campanas (1986)
  - Paisaje cubano con tristeza
  - Paisaje cubano con lluvia (Cuarteto de guitarras)
  - Paisaje cubano con fiesta (2008)
  - Pieza sin título N°1
  - Piezas sin título 2 y 3
  - Rito de los Orishas para guitarra sola
  - Suite en re
  - Tarantos
  - Toccata para cuatro o más guitarras
  - Tres apuntes
  - Variaciones sobre un tema de Django Reinhardt
  - Tres piezas latinoamericanas (arreglos) Danza del altiplano (Viva Jujuy - Rafael rossi), la muerte del ángel (Astor Piazzolla) y Canción Argentina (En los Surcos del Amor - Carlos Guastavino)
  - Viaje a la semilla
  - Acerca del Cielo, el Aire y la Sonrisa (para octeto de guitarras)
  - La ciudad de las columnas

- - Sonata para cello solo
  - Cuarteto de cuerdas No. 1
  - Cuarteto de cuerdas No. 2
  - Cuarteto de cuerdas No. 3

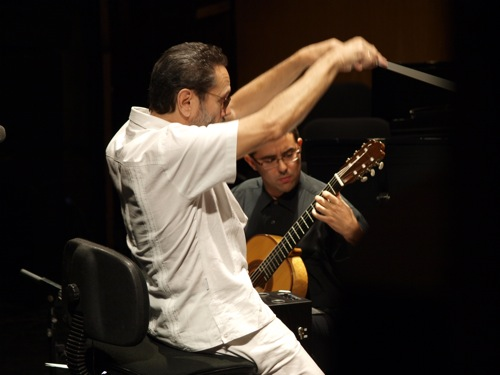
Foto av Leo Brouwer (stående med en vit skjorta) som dirigerar orkestern i Córdoba på Grand Theatre of Córdoba. I bakgrunden är gitarristen Javier Riba.

  - La Vida Misma (para piano, violin, cello y percusiones)
  - Balada (flauta y cuerdas)
  - Canción de Gesta (para orquesta de cámara)
  - Canciones Amatorias (para coro mixto, sobre textos de Federico García Lorca y José Hernández)
  - 2009 Mitología de las Aguas (Sonata N° 1 para flauta y guitarra) - escrita para y dedicada a Sef Albertz